# Стрілківці

Стрі́лківці — село в Україні, у Борщівській міській громаді Чортківського району Тернопільської області. Розташоване на річці Нічлава.
Населення — 1012 осіб (2007).
Поблизу села виявлено археологічні пам'ятки трипільської і голіградської культур, знаходиться печера «Озерна».

## Географія
Село розташоване на відстані 376 км від Києва, 92 км — від обласного центру міста Тернополя та 5 км від міста Борщів.

## Історія
Поблизу села виявлені поселення часів трипільської, гава-голіградської культур та сліди давньоруського городища.
Перша писемна згадка — 28 лютого 1409 року, коли польський король Владислав Ягайло подарував слузі Степанові Угрину село Стрілківці на Великоночславі Скальської волості Подільської землі. Про походження назви села зберігся переказ, за яким його заснували стрільці галицьких князів, які охороняли фортецю. Назва схожа із річкою Стрілка, що може свідчити про інше походження назви — тому що поселення розташоване вздовж «рівної, як стріла річки».
У 1907 році в селі було засновано читальню товариства «Просвіта». Також діяли товариства «Луг», «Сільський господар» та інші товариства, кооператив.
У 1928—1929 роках тут вивчав пам’ятки трипільської культури та здійснив пробні розкопки Олег Ольжич.
Було центром сільради. З 30 червня 2016 року належить до Борщівської міської громади.
До 19 липня 2020 р. належало до Борщівського району.

## Населення
За даними перепису населення 2001 року мовний склад населення села був таким:

### Мова
Розподіл населення за рідною мовою за даними перепису 2001 року:
| Мова       | Кількість | Відсоток |
| ---------- | --------- | -------- |
| українська | 1028      | 99.32%   |
| російська  | 6         | 0.58%    |
| вірменська | 1         | 0.10%    |
| Усього     | 1035      | 100%     |

## Пам'ятки
Є церква Успіння Пресвятої Богородиці (1816, кам'яна), костел, капличка (2000).
Споруджено пам'ятники воїнам-односельцям, полеглим у німецько-радянській війні (1965), Тарасу Шевченку (1991), насипано символічну могилу Борцям за волю України (1991), встановлено пам'ятні хрести «Парубоцький» (1808) і на честь скасування панщини.
Пам'ятник Т. Шевченку
Щойновиявлена пам'ятка монументального мистецтва.
Встановлений 1991 р. Робота Київських художньо-виробничих майстерень.
Скульптура — бетон, постамент — мармурова крихта.
Скульптура — 3 м, постамент — 1,55 м.

## Соціальна сфера
Працюють ЗОШ 1-3 ступ., клуб, бібліотека, ФАП, відділення зв'язку, музей Подільського села, торговельні заклади.

## Відомі люди

### Народилися
- графік Іван Балан,
- громадські діячі Б. Рокочий та В. Скоропад,
- Герої соціалістичної праці І. Скоропад та Василь Стецько,
- художник В. П. Стецько,
- Г. й Г. Івасюки — одні з праведників народів світу[11]

## Галерея

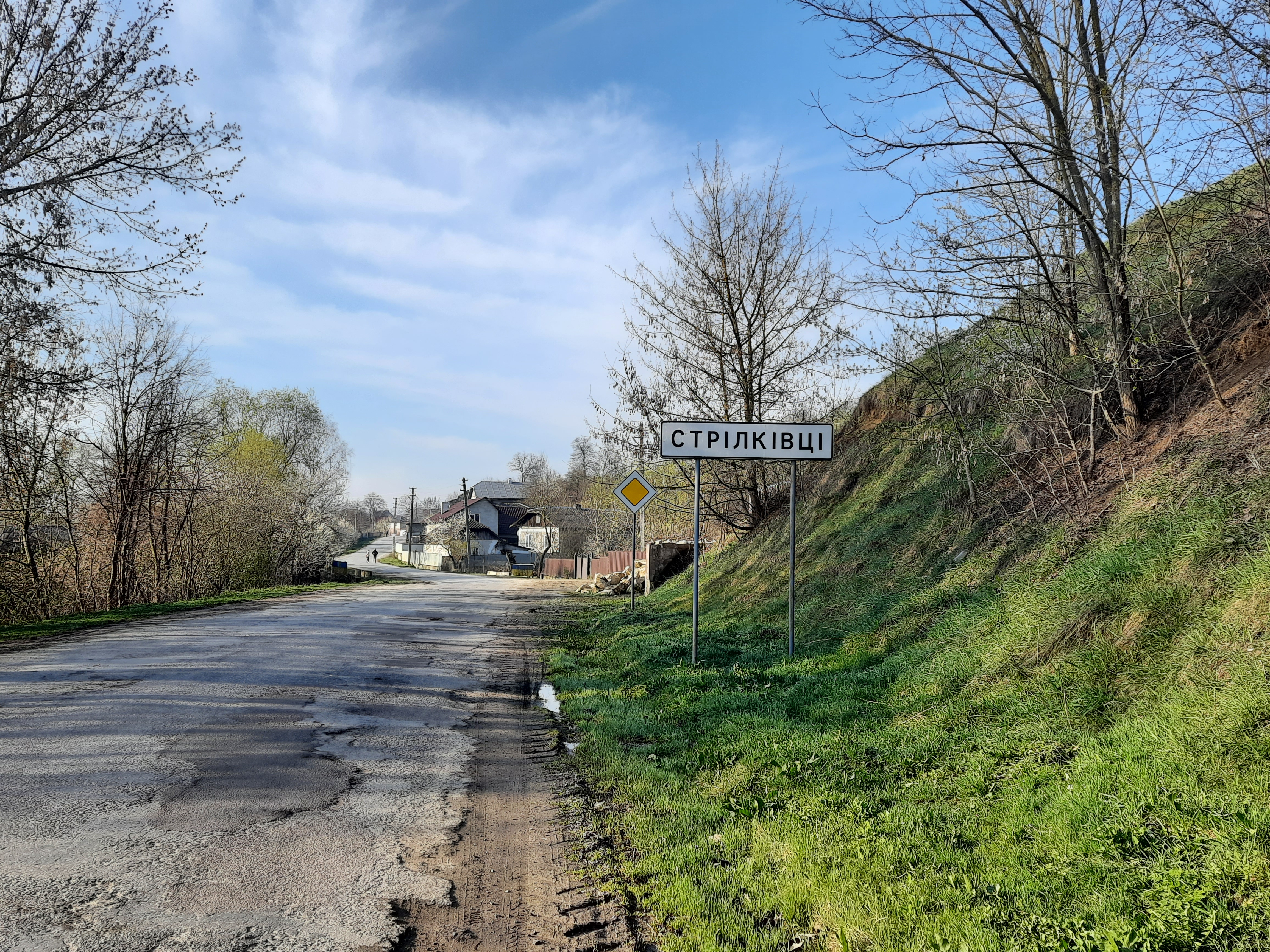
В'їзд у село
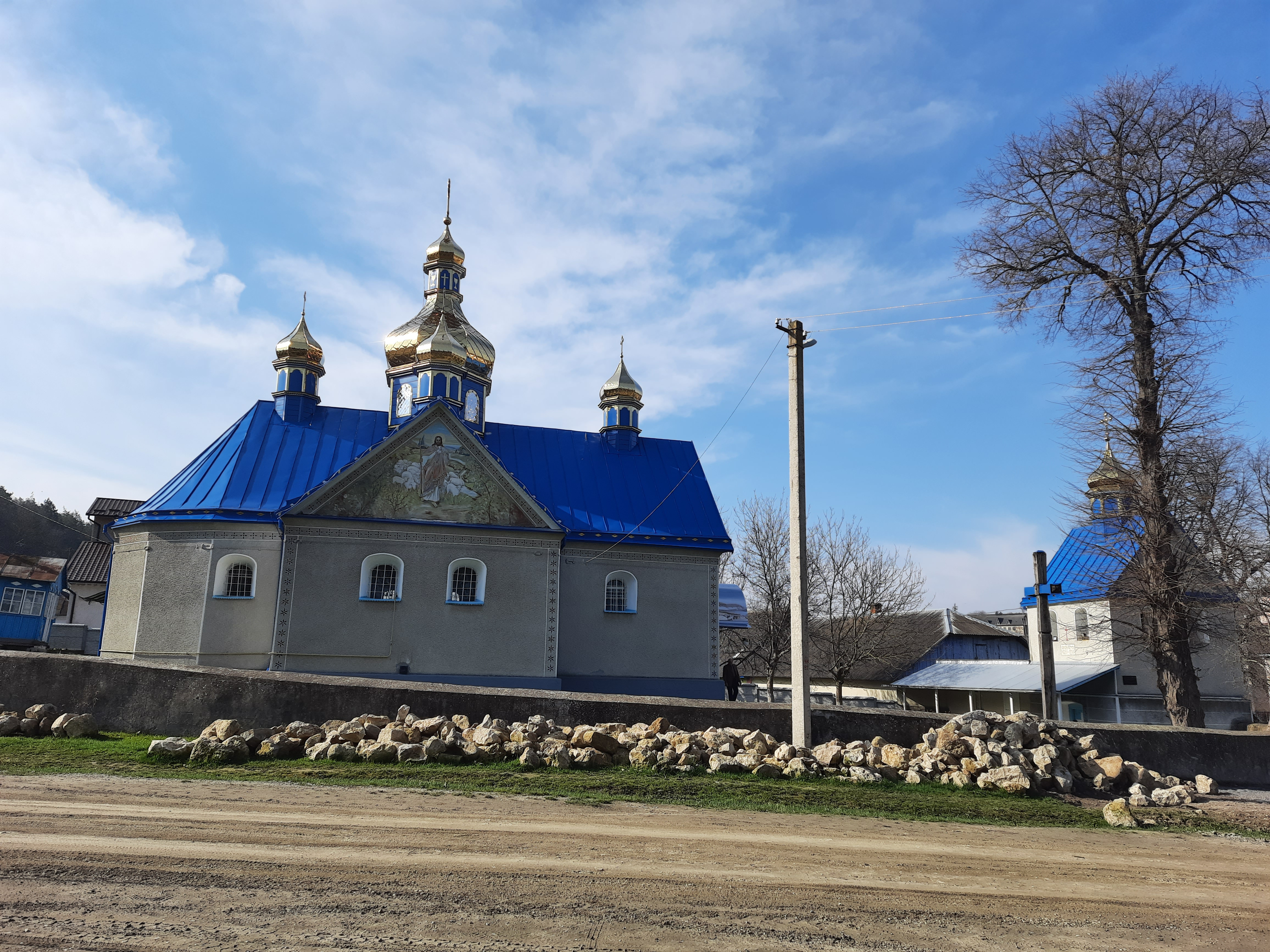
Церква Успіння Пресвятої Богородиці (1816р)
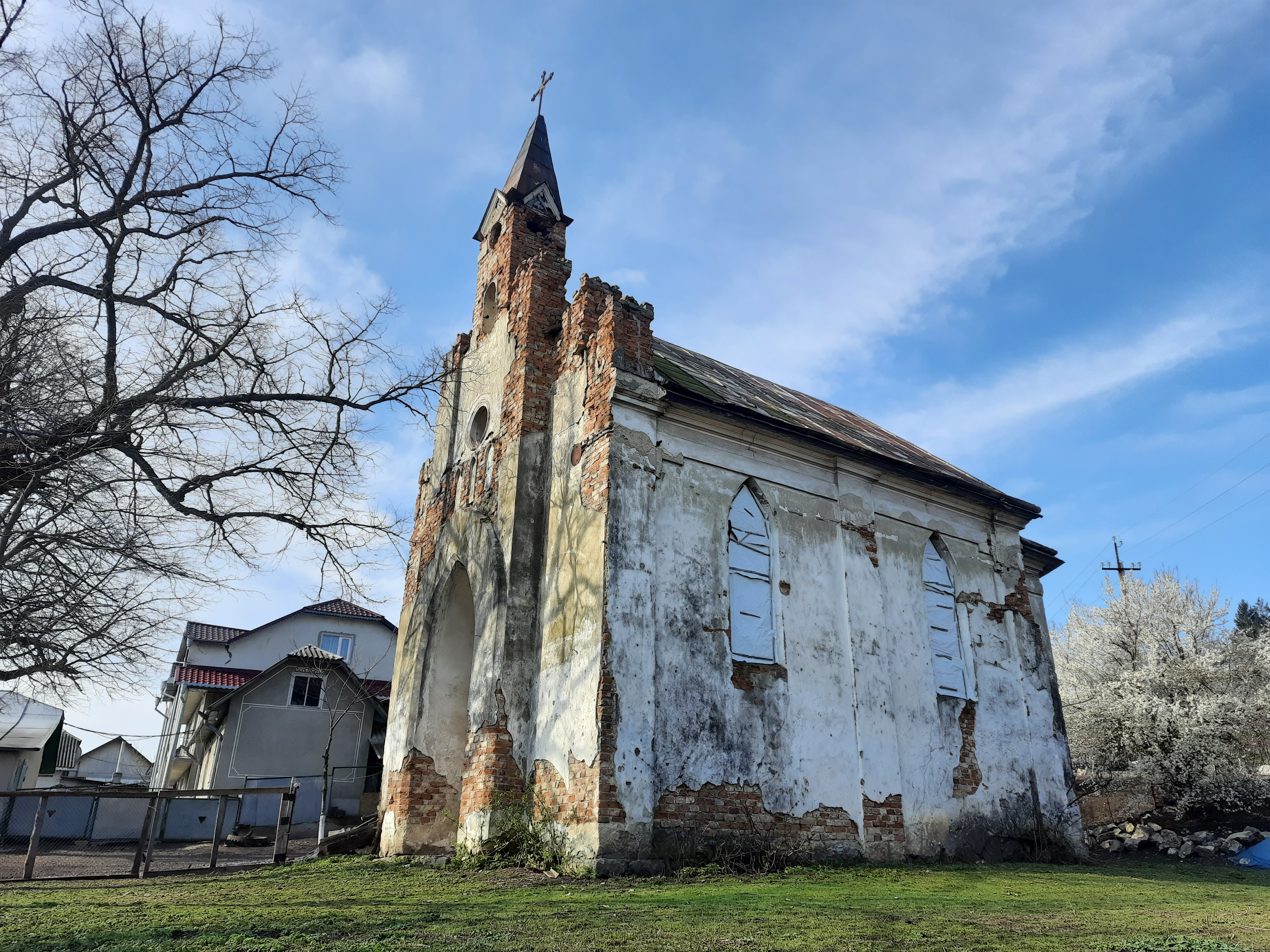
Старий костел
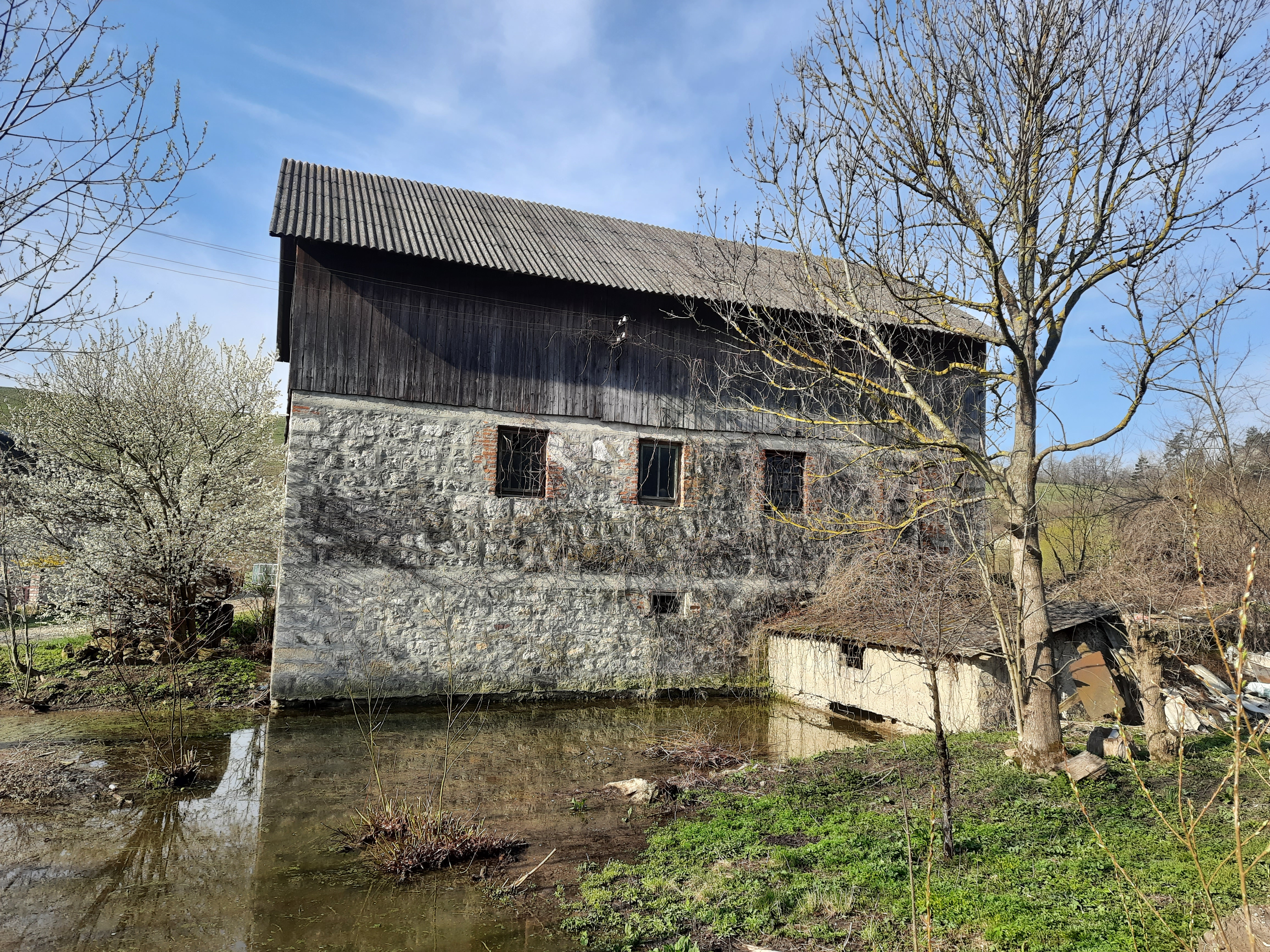
Старий млин
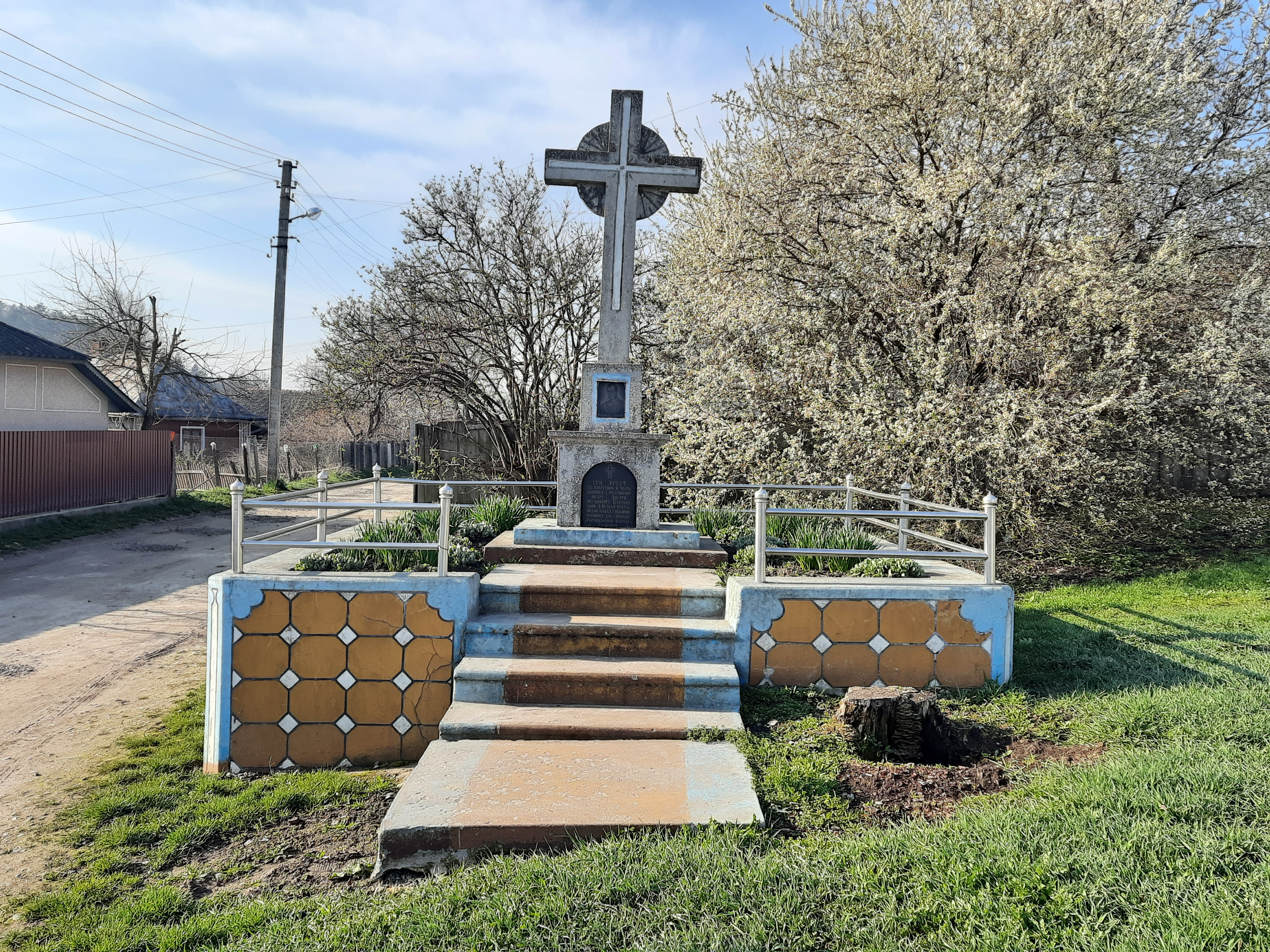
Пам'ятний хрест з нагоди скасування панщини
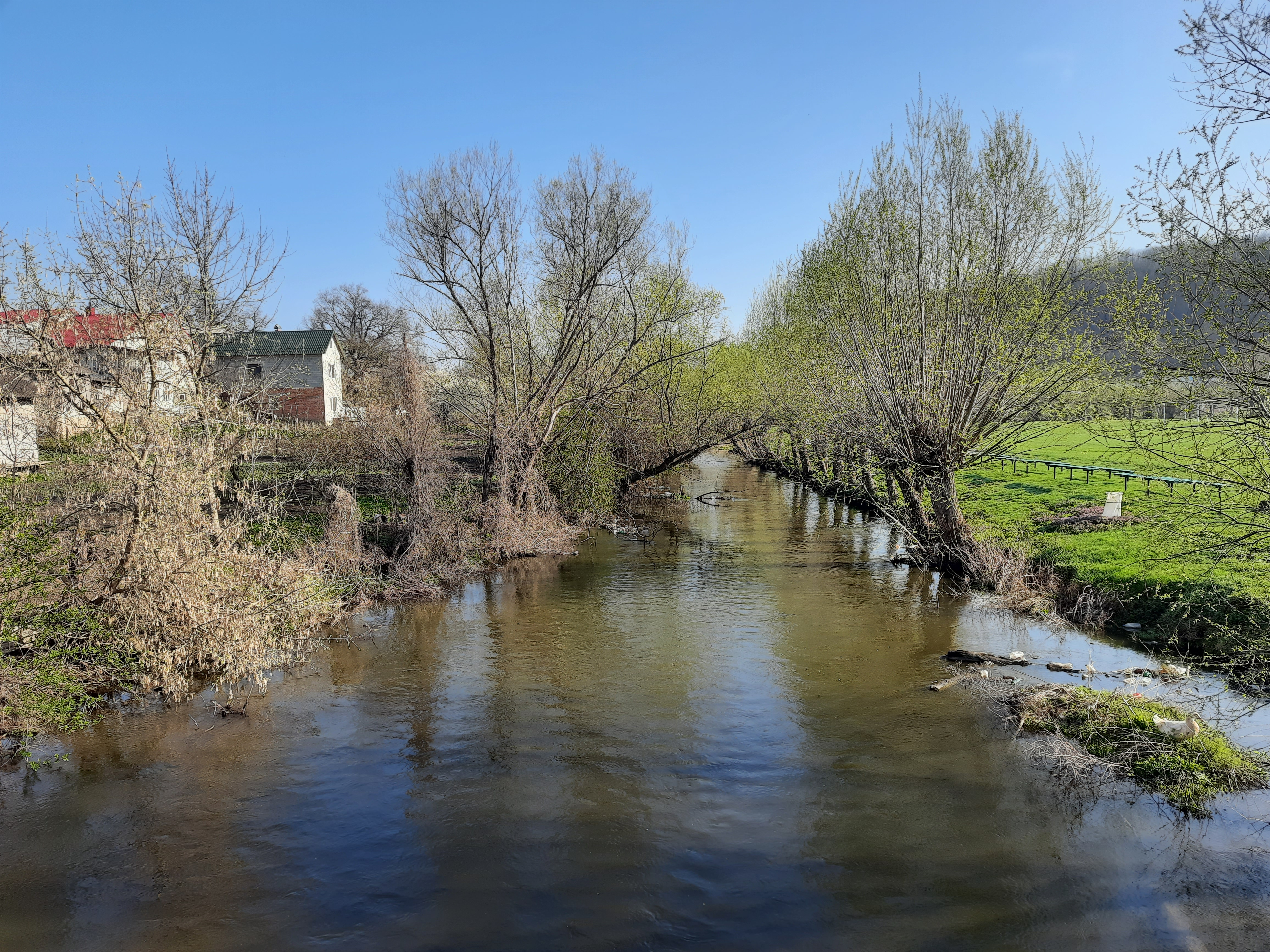
Річка Нічлава
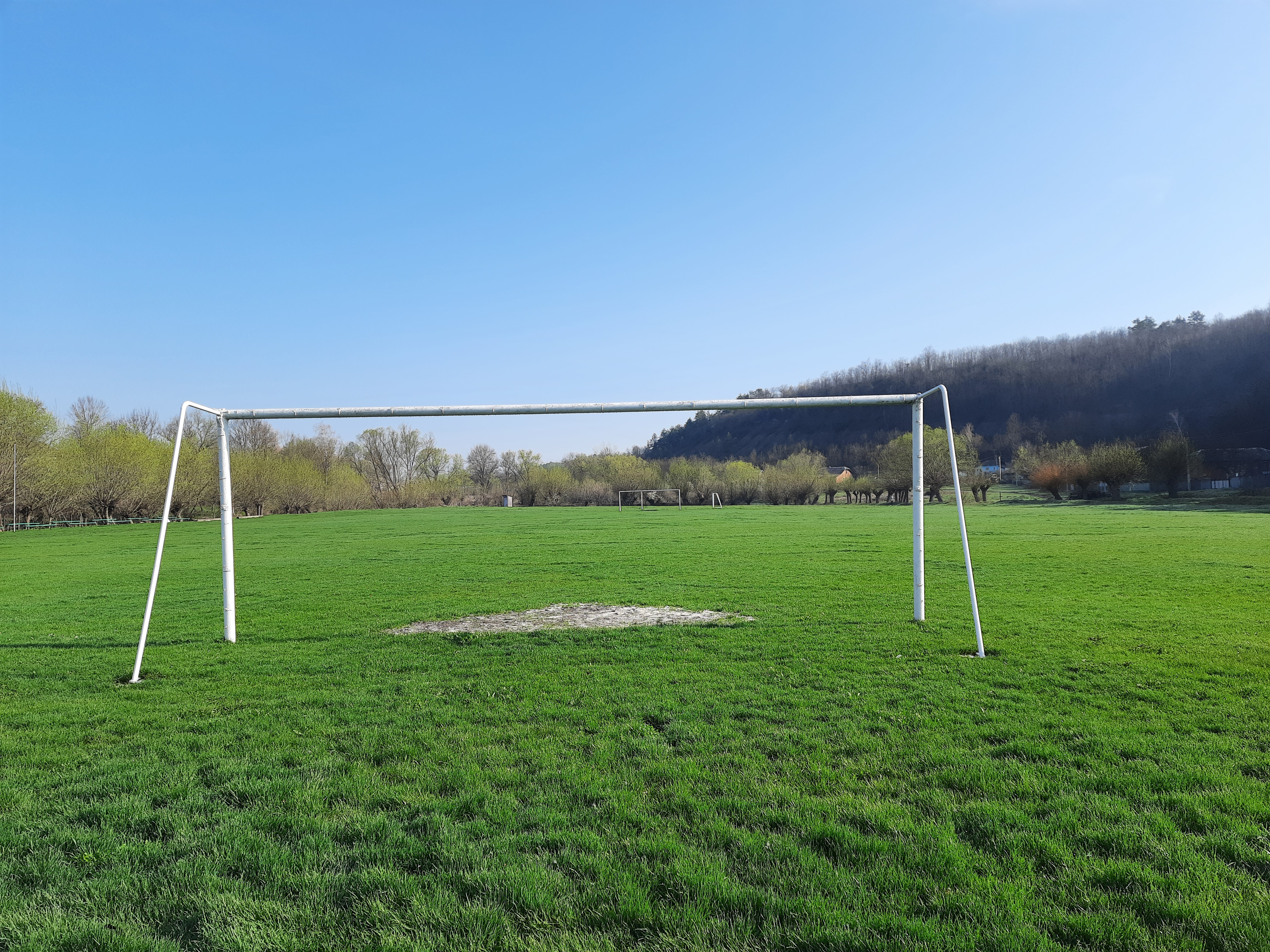
Стадіон